# Aedes gardnerii
Aedes gardnerii är en tvåvingeart som först beskrevs av Frank Ludlow 1905.  Aedes gardnerii ingår i släktet Aedes och familjen stickmyggor. Inga underarter finns listade i Catalogue of Life.